# Chrysopilus clarapex
Chrysopilus clarapex är en tvåvingeart som beskrevs av Frey 1954. Chrysopilus clarapex ingår i släktet Chrysopilus och familjen snäppflugor.
Artens utbredningsområde är Myanmar. Inga underarter finns listade i Catalogue of Life.